# 2010년 캔터베리 지진
2010년 캔터베리 지진(2010 Canterbury earthquake) 또는 다필드 지진(Darfield earthquake)은 9월 4일 현지 시간 오전 4시 35분에 뉴질랜드 남섬을 강타했으며, 메르칼리 진도 계급에서 인지된 최대 강도는 X(극심)였다. 일부 파괴적인 여진은 주요 사건 이후에 발생했는데, 그 중 가장 강한 것은 거의 6개월 후인 2011년 2월 22일에 발생한 크라이스트처치 지진으로 알려진 규모 6.3의 충격이었다. 이 여진은 크라이스트처치에 매우 가까운 곳에 집중되었기 때문에 훨씬 더 파괴적이고 185명이 사망했다.
9월 4일 지진은 특히 당시 뉴질랜드에서 두 번째로 큰 도시였던 크라이스트처치 시에서 광범위한 피해를 입히고 여러 차례 정전을 일으켰다. 두 명의 주민이 심각한 부상을 입었는데, 한 명은 굴뚝이 무너지고 다른 한 명은 유리가 날아가면서 중상을 입었다. 최소 2명이 사망하고 1,700명 이상이 부상을 입었다. 대부분의 사람들이 거리에 없는 이른 아침 시간에 지진이 발생했기 때문에 비보강 건축물이 거의 없었기 때문에 대규모 사망자는 부분적으로 피할 수 있었다.
지진의 진원지는 크라이스트처치에서 서쪽으로 40킬로미터(25마일) 떨어진 다필드(Darfield) 마을에서 가깝다. 진원지는 깊이 10㎞에 있었다. 본진이 발생하기 5초 전에 규모 5.8 정도의 전진이 발생했고, 최대 규모 5.4까지 강한 여진이 보고됐다. 지진은 최대 40초 동안 지속된 것으로 느껴졌으며 남섬 전역과 북섬에서 북쪽으로 뉴플리머스까지 광범위하게 느껴졌다. 진앙은 해안에서 떨어진 육지에 있었기 때문에 쓰나미는 발생하지 않았다.
웰링턴 비하이브 지하에 있는 국가 위기 관리 센터가 가동되었고, 민방위는 크라이스트처치, 셀윈 지역, 와이마카리리 지역에 비상 사태를 선포했고, 셀윈 지역, 와이마카리리, 티마루는 비상 작전 센터를 가동했다. 처음에는 지진에 대응하여 크라이스트처치 센트럴 시티 일부 지역에 오후 7시부터 오전 7시까지 통금 시간이 설정되었다. 뉴질랜드군은 캔터베리 지방의 피해가 가장 심한 지역에 배치되었다.
2010~2011년 캔터베리 지진의 각 지진에 얼마나 많은 비용이 소요되는지는 확실하지 않지만 총 보험금 청구 금액은 27억 5천만 달러에서 35억 달러 사이이다. 총 예상 피해액은 최대 400억 달러에 달해 1953년 이후 세계에서 5번째로 큰 보험 사건이 되었다.

## 같이 보기
- 2011년 크라이스트처치 지진
- 2010년 지진